# Zheng Xie

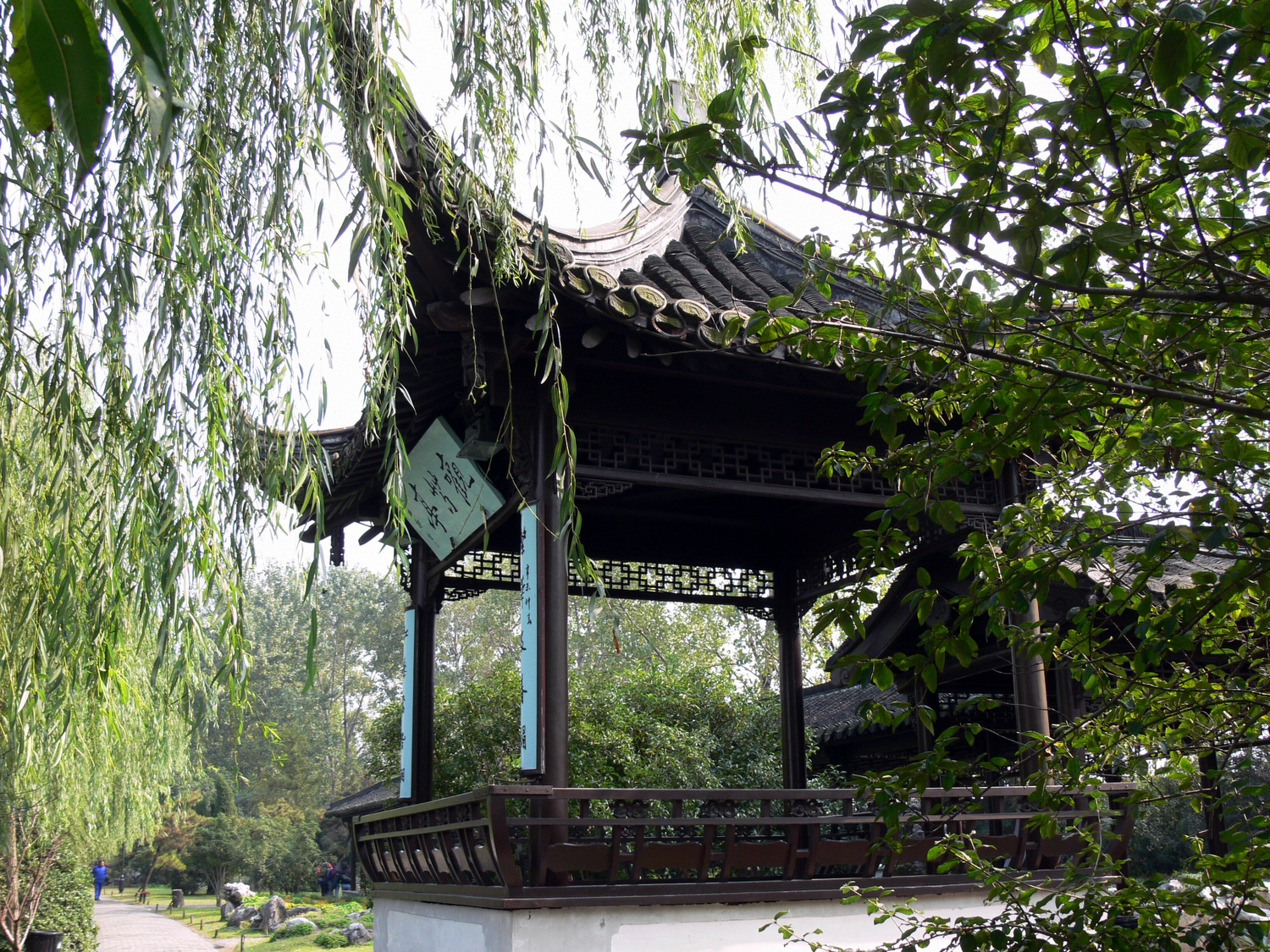
Vista di peonie erbacee, padiglione con tavola orizzontale calligarafata da Zheng Xie nel sottile lago ovest di Yangzhou

Zheng Xie (鄭燮T, 郑燮S, Zhèng XièP, noto anche come Zheng Banqiao (鄭板橋T, 郑板桥S, Zhèng BǎnqiáoP); Xinghua, 22 novembre 1693 – 22 gennaio 1765) è stato un pittore cinese.

## Biografia
Nacque in una famiglia di poveri pittori letterati di Xinghua (Jiangsu), viene educato nella tradizione familiare. All'età di trentanove anni ottiene una carica di funzionario provinciale nel 1732. Quattro anni più tardi, supera gli esami di stato ed ottiene il grado di jinshi e prosegue una carriera di magistrato nello Shandong. Dopo 12 anni tuttavia, diventò critico sulla vita degli ufficiali, rifiutandosi di ingraziarsi gli alti funzionari. Quando le sue scelte vennero messe in discussione per la costruzione di un rifugio per i poveri, si dimise. Dopo le dimissioni si dedicò all'espressione artistica e divenne uno degli Otto Eccentrici di Yangzhou. Fu notato per il suo disegno di orchidee, bambù e pietre. Nel 1748 riprese brevemente una carriera ufficiale come "pittore e calligrafo ufficiale" per l'imperatore Qianlong.

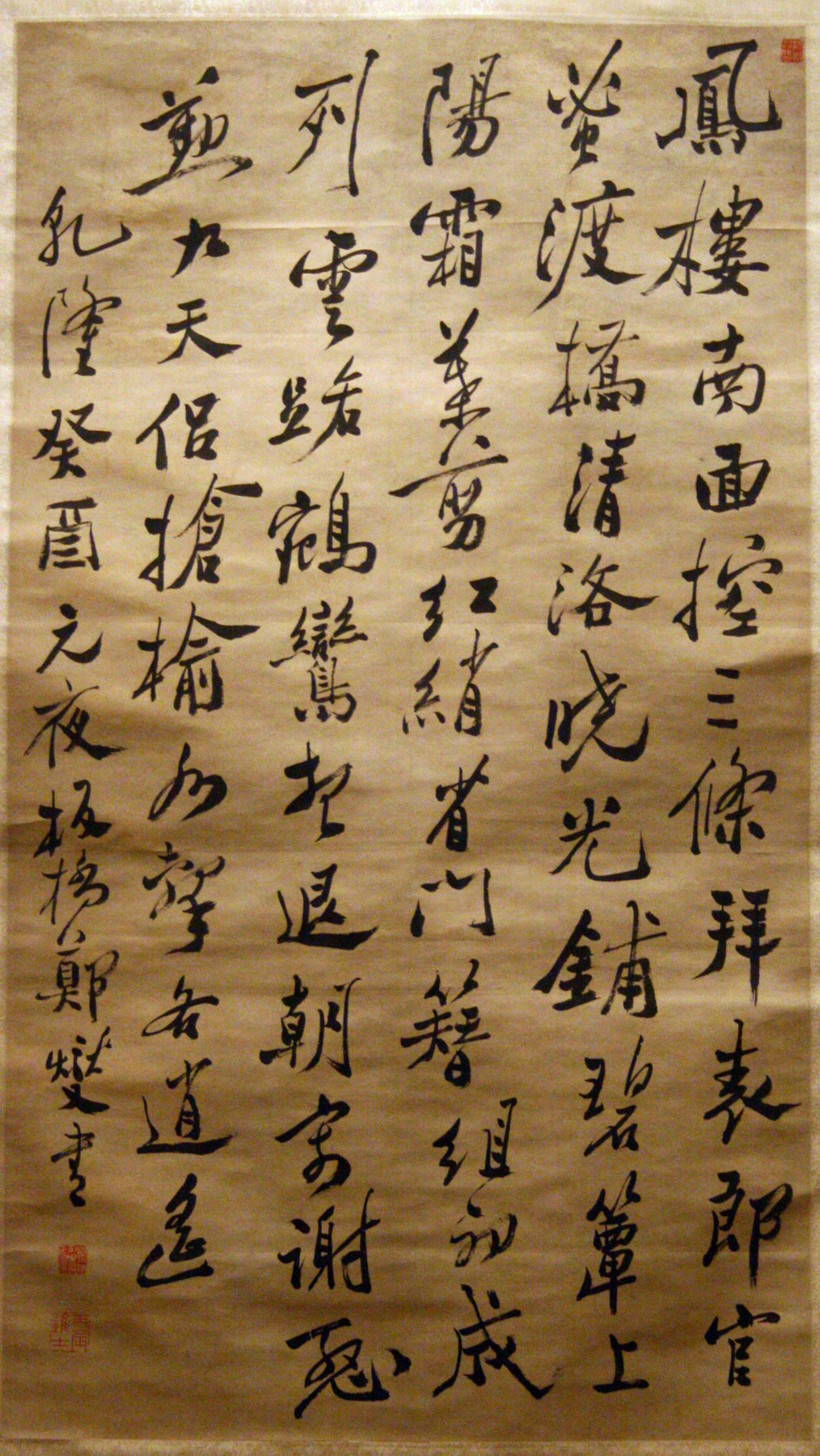
Lavoro calligrafico di Zheng Xie, esposto al museo Shandong

Egli essendo anche un calligrafo creò un nuovo stile di calligrafia, influenzato dai suoi disegni di orchidee. Oltre alla calligrafia sviluppò un interesse nella letteratura e poesia, preferendo scrivere riguardo alle persone comuni in uno stile naturale.